# Arisaka Hideyo
Arisaka Hideyo (japanisch 有坂 秀世; geboren 5. September 1908 in Kure (Präfektur Hiroshima); gestorben 3. März 1952 in Tokio) war ein japanischer Linguist.

## Leben und Wirken
Arisaka Hideyo wurde als Sohn des Marineoffiziers Arisaka Shōzō (有坂 鉊蔵; 1864–1941) in Kure geboren, wuchs aber in Tokio auf. 1931 machte er seinen Studienabschluss in Linguistik der Universität Tokio. Von 1939 bis 1940 war er Lektor an der Taishō-Universität. Da Arisaka kränklich war, verbrachte er die meiste Zeit im Krankenhaus oder zu Hause.
Beeinflusst von der Phonologie des russischen Linguisten N. S, Trubetzkoy widersprach er der Ansicht, dass die kleinste phonologische Einheit, die die intellektuelle Bedeutung unterscheidet, das Phonem ist. Es käme vielmehr darauf an, die Ausspracheveränderung im Kopf des Sprechers nachzuvollziehen. Der bedeutendste Beitrag Arisakas zum Studium der japanischen Sprachentwicklung war seine Untersuchung zu den Einschränkungen bei der Rekonstruktion alter Vokale, wie sie der Linguist Hashimoto Shinkichi (1882–1945) rekonstruiert hatte. Nach seiner Meinung konnten die Einschränkungen verstanden werden als Überbleibsel eines früheren Vokalharmonie-Systems.
Arisaka war auch ein Pionier in der Anwendung der Ergebnisse der chinesischen historischen Phonologie auf das Japanische. Darüber hinaus überarbeitete er in Bezug auf die Geschichte der chinesischen Phonologie umfassend Karlgrens Yoon-Erläuterungen.
Arisaka wirkte mit bei der Entwicklung der strukturalistischen Theorie der Phonologie. Sein Buch „On’in ron“ (音韻論), „Theorie der Phonologie“ aus dem Jahr 1940, war teilweise eine Kritik an der Phonologie der Prager Schule. 1944 folgte „Kokugo hatsuon-shi no kenkyū“ (国語音韻史の研究), „Studium der Geschichte der Phoneme unserer Sprache“. 1952 wurde Arisawa mit dem Preis der Akademie der Wissenschaften ausgezeichnet.
Arisakas Ideen, vor allem seine Anwendung phonetischer Theorien auf historische Phonologie, waren sehr einflussreich in Japan.